# Теда Скокпол
Теда Скокпол (англ. Theda Skocpol; нар. 5 травня 1947, Детройт, штат Мічиган, США) — американський політолог, професор соціології Гарвардського університету. Президент Американської асоціації політичних наук (2002—2003), лауреат премії Johan Skytte у галузі політичних наук (2007).
Представник політичного інституціоналізму, напряму політичної науки, що розвивається в межах організаційно-інституційного підходу. Концепція виходить з ідей автономії держави та домінування внутрішніх механізмів інститутів. У центрі наукових інтересів Теди Скокпол перебувають дослідження сутності, змісту і форм революційного процесу. На становлення як науковця вплинули праці Алексіса де Токвіля, Карла Маркса, Чарльза Тіллі та інших дослідників. Була ученицею Баррингтона Мура.
На хвилі зростання у 1960-х роках інтересу до порівняльно-історичних досліджень Теда Скокпол видає працю «Держави і соціальні революції» (1979). У ній дослідниця, через поєднання структуралістського підходу з методом історичного порівняння, здійснює аналіз трьох революцій: французької (1789—1799 років), російської (1917—1930 років) і китайської (1911—1960 років). На думку дослідниці, аналіз революційних процесів необхідно здійснювати не тільки в контексті їх перебігу (чим займається історична наука), але й через виокремлення причин революцій, внутрішніх і зовнішніх суперечностей як важливих структурних передумов революцій, з урахуванням специфіки соцієтальних змін під час перебігу цих процесів, обумовленості взаємодії державних, економічних і соціальних структур. Теда Скокпол доходить наступних висновків щодо умов революцій: 1) політична й економічна криза, подвійний тиск з боку внутрішніх класових структур та міжнародного співтовариства; 2) криза режиму сприяє масовим повстанням, при цьому — падіння старого режиму є необхідна, але не достатня умова для революції; 3) обов'язковими для перемоги революції є усунення існуючої консолідації, реорганізація і реінтеграція держави й уряду новою політичною елітою, що приходить до влади після успішного повалення колишнього режиму. Для теорії Теди Скокпол характерним є наголос на політичних і міжнародних чинниках.
На думку Скокпол, існуючі нині теорії революції можна згрупувати за чотирма основними розділами. Найбільш очевидним є виділення марксистського підходу, ключові ідеї якого представлені в роботах самого Карла Маркса Наступні марксистські теорії революції варіювалися від технологічного детермінізму Миколи Бухаріна до політичних стратегій Володимира Леніна і Мао Цзедуна, від теорій Дьордя Лукача і Антоніо Ґрамші до «структуралізму» Луї Альтюссера. Проте первинний підхід Карла Маркса до проблеми революції залишався спільною основою для всіх наступних марксистів, незважаючи на відмінності в їх інтерпретаціях. Як альтернатива переважаючим теоріям революції варто, на думку Теди Скокпол варто використовувати три основних принципи аналізу. По-перше, адекватне розуміння соціальних революцій вимагає прийняття неволюнтарістского структурного підходу до аналізу їх причин і течії. По-друге, соціальні революції не можуть бути пояснені без систематичного звернення до міжнародних відносин і всесвітньо-історичному розвитку. Існуючі теорії, однак, сфокусовані в основному або виключно на конфліктах або процесах модернізації всередині окремої держави. По-третє, щоб пояснити причини і наслідки соціальних революцій, важливо розглядати держави як організації, які є потенційно незалежними від соціально-економічних інтересів і структур (хоча й обумовлені останніми). Але переважаючі сьогодні теорії революції або аналітично об'єднують державу і суспільство або зводять діяльність держави до представлення соціально-економічних сил та інтересів.
Узагальнюючи результати дослідження причин, перебігу й наслідків революцій, С. стверджує, що всі вони є прикладами соціально-революційної трансформації. Несприятливий зовнішній вплив, тиск на уряди цих країн (Франція, Росія, Китай) з боку інших держав (військова, економічна, політична експансія) та внутрішні обставини спричинили послаблення системи державного контролю, наростання суперечностей серед політичної еліти тощо.
Теда Скокпол стверджує, що державні інститути продемонстрували здатність до тривалого і стабільного існування в багатьох західних країнах, де публічна політика розроблялася насамперед державними чиновниками. Автономія державних інститутів, на погляд Теди Скокпол, залежить від трьох обставин: 1) міжнародних позицій держави; 2) відтворення внутрішнього порядку; 3) організаційних умов, що дозволяють офіційним особам розробляти і проводити публічну політику. Політолог не заперечує роль економічних, соціальних і культурних чинників в ухваленні рішень, разом з тим, центральним чинником, на її думку є відносно автономний інституціональний контекст державної політики.
Теда Скокпол наголошує на автономності державної влади, яка не завжди і не повністю залежить від інтересів більшості населення (навіть представників олігархічних кланів), а також приділяє значну увагу міжнародному контексту, значення якого для перебігу суспільно-політичних процесів всередині будь-якої країни не варто применшувати.

## Наукові праці
- Skocpol T. States and Social Revolutions: A Comparative Analysis of France, Russia and China. Cambridge; N.Y. : Cambridge University Press, 1979.
- Skocpol T. Lessons from History: Building a Movement for America's Children. Washington DC and Santa Monica, CA: The Children's Partnership; 1997.
- Skocpol T. Diminished Democracy: From Membership to Management in American Civic Life, University of Oklahoma Press, 2003.
- Skocpol T. American Democracy in an Age of Rising Inequality. Washington D.C., 2004.
- К теории революции четвёртого поколения // «Логос», 2006, № 5 (пер. с английского Н. Эдельмана).
- Интервью с Тедой Скочпол: «Я всегда была частью двух профессиональных областей — социологии и политологической науки»